# 全国红色劳动者造反总团
全国红色劳动者造反总团，简称全红总，是文化大革命期间，1966年11月8日由合同工、临时工组成的全国性独立工人组织，其重要诉求是废除合同工、临时工的佣工制度。必须允许所有合同工、临时工参加文化大革命，不得歧视，不得解雇，必须照发工资。
1966年12月26日，中央文革小组顾问康生接见“全国红色劳动者造反总团”代表。会见中，康生把一直反对合同工、临时工转为固定工的刘少奇称作“赫鲁晓夫”。1967年1月，全红总与中华全国总工会、劳动部联合签署《三家联合通告》，未经中央文革同意在全国散发。在1967年1月8日召开“五大洲革命左派座谈会”。2月12日，中共中央，国务院发出《关于取缔全国性组织的通告》，17日，中共中央、国务院发出《关于文革期间对临时工、合同工、轮换工、外包工处理问题的通告》，宣布《三家联合通告》非法。此后全红总被取缔，方圆被判刑二十年，毛胜年被判刑十五年，石应宽被判刑十五年，李伯特被判刑十年，杨政被判刑七年，欧阳林被判刑七年，王振海被判刑五年。